# نایب‌الملک‌نشین پرو
نایب‌الملک پرو یا نایب‌الملک‌نشین پرو (اسپانیایی: Virreinato del Perú‎) یک ناحیه اداری و استانی در شاهنشاهی اسپانیا بود که در سال ۱۵۴۲ ایجاد شد و در اصل شامل پرو امروزی و بیشتر نواحی امپراتوری اسپانیا در آمریکای جنوبی بود که به پایتختی لیما اداره می‌شد. نایب‌الملک پرو گاهی پادشاهی پرو نامیده می‌شد. پرو یکی از دو نایب‌الملک‌نشین اسپانیا در قاره آمریکا از قرن شانزدهم تا هجدهم بود.
اسپانیایی‌ها در برابر نفوذ پرتغال در برزیل در طول نصف النهاری که توسط پیمان تردسییاس ایجاد شد، مقاومت نکردند. این پیمان بین سال‌های ۱۵۸۰ تا ۱۶۴۰ بی‌معنی تلقی شد، در حالی که اسپانیا، پرتغال را تحت کنترل داشت. در طول قرن هجدهم ایجاد نایب‌الملک‌نشین‌های جدید گرانادای جدید
 و ریو د لا پلاتا (با اخذ نواحی سرزمین پرو) اهمیت لیما را کاهش دادند و تجارت پرسود آند را به بوینس آیرس منتقل کردند، در حالی که این مسئله موجب افت روزافزون تولید در معادن و نساجی شد و به زوال تدریجی نایب الملک پرو انجامید. پرو هم مانند بسیاری از مستعمرات امپراتوری اسپانیا، هنگامی که جنبش‌های استقلال ملی در ابتدای قرن نوزدهم سر برآوردند، منحل شد. این جنبش‌ها منجر به شکل‌گیری کشور پرو امروزی و همچنین شیلی، کلمبیا، پاناما، اکوادور، بولیوی، پاراگوئه، اروگوئه و آرژانتین شدند؛ سرزمین‌هایی که اقلاً بخشی از آن‌ها در یک نقطه یا دوره نایب‌الملک پرو را تشکیل می‌داد.

## تاریخچه

### فتح پرو
پس از فتح پرو توسط اسپانیایی‌ها، کارلوس یکم، پادشاه اسپانیا، به فاتحان این حق را اعطا کرد که در آن سرزمین فرماندهی و سیستم قانونگذاری خود را برقرار کنند؛ لذا قبل از آنکه نایب السلطنه پرو تشکیل شود، چندین فرمانداری اصلی در آن ایجاد شد. این فرمانداری‌ها از جمله کاستیل جدید (۱۵۲۹)، فرمانداری تولدو جدید (۱۵۳۴)، فرمانداری اندلس جدید (۱۵۳۴)، و استان تیرا فیرما (۱۵۳۹) بودند.

### اکتشاف و استقرار (۱۶۴۳ – ۱۵۴۲)
در سال ۱۵۴۲، اسپانیایی‌ها حکومت‌های موجود را به صورت نایب‌السلطنه کاستیل جدید سازماندهی کردند، که اندکی پس از آن نایب‌السلطنه پرو نامیده شد تا به خوبی بر آمریکای جنوبی اسپانیایی کنترل یافته و آن را اداره کنند.
در سال ۱۵۴۴، امپراتور مقدس روم کارل پنجم (کارلوس یکم پادشاه اسپانیا) بلاسکو نونیز ولا را به عنوان نایب‌السلطنه اول پرو معرفی کرد. از ۲ سپتامبر ۱۵۶۴ تا ۲۶ نوامبر ۱۵۶۹، لوپه گارسیا د کاسترو، یک مدیر استعماری اسپانیایی که اولین اودینسیا (محکمه استیناف‌خواهی) را در آمریکای جنوبی اسپانیا تشکیل داد، نایب‌السلطنه موقت پرو بود.

## اقتصاد
اقتصاد نایب‌الملک‌نشین پرو تا حد زیادی به صادرات نقره بستگی داشت. صادرات بالای نقره از نایب‌الملک‌نشین پرو و مکزیک، عمیقاً بر وضعیت اروپا تأثیر گذاشت، تا آنجا که برخی از محققان معتقدند که این صادرات باعث به اصطلاح انقلاب قیمت شد. استخراج نقره با استفاده از کارگران قراردادی و رایگان، و همچنین سیستم کار غیررایگان خدمت اجباری میتا انجام می‌شد، سیستمی که از دوران پیش از آمدن اسپانیایی‌ها به ارث رسیده بود. تولید نقره در سال ۱۶۱۰ به اوج خود رسید.